# Tre Scott
Trevon Scott, detto Tre (Brunswick, 25 novembre 1996), è un cestista statunitense.